# Hosh Dikʼání
Hosh Dikʼání é uma mesa  localizada 20 milhas a sudoeste de Flagstaff, Arizona, a este do Lago Mary e a norte do Lago Mórmon, no condado de Coconino, Estados Unidos da América (35° 03′ 18″ N, 111° 26′ 24″ O).
O nome é oriundo da língua navaja. Em língua inglesa é conhecida como Anderson Mesa.
Esta acidente geográfico tem a elevação de 6,200–7,200 m acima do nível do mar, e tem sido a localização do Observatório de Lowell desde 1959.